# Geoffrey Gurrumul Yunupingu
Geoffrey Gurrumul Yunupingu (ur. 22 stycznia 1971 w Galiwin'ku (Elcho Island), zm. 25 lipca 2017 w Darwin) – aborygeński piosenkarz i muzyk, tworzący w języku Yolngu. Urodził się niewidomy. Grał na gitarze, bębnach i instrumentach klawiszowych oraz śpiewał. Swoje piosenki wykonywał zarówno w językach rdzennych mieszkańców Australii, jak i w języku angielskim.

## Historia kariery
W 2008 roku został nominowany do nagrody ARIA, zdobywając nagrodę za Najlepszy Album Muzyczny oraz Najlepsze Wydanie Niezależne. Zdobył również australijską nagrodę The Deadlys, w kategorii Artysta Roku, Album Roku oraz Najlepszy Singiel Roku (za utwór „Gurrumul history (I was born blind)”).
Jego pierwszy album solowy, Gurrumul, zadebiutował na 21. miejscu listy ARIA, szybko awansując na pierwszą pozycję. Był również numerem 1. na liście australijskiej muzyki ludowej iTunes w kwietniu 2008. Niespodziewanie znalazł się także na 8. miejscu głównej listy iTunes. Producentem jego nagrań jest Michael Hohnen, który również dokonuje ich tłumaczeń na język angielski. Krytycy uznają jego głos za „niepojętnie piękny”, zaś wśród jego fanów odnaleźć można Eltona Johna, Stinga oraz Björk.
W listopadzie 2008 został mianowany „Najlepszym Nowym Artystą Niezależnym”, natomiast jego album Gurrumul „Najlepszym Albumem Niezależnym” oraz „Najlepszym Albumem z muzyką źródeł/blues” na rozdaniu nagród Jagermeister AIR (Związek Niezależnych Wytwórni Płytowych w Australii) Awards. W styczniu 2009 jego utwór „Gurrumul history (I was blind)” znalazł się w brytyjskim serialu Kumple.
W 2011 roku wydaje drugi album pod tytułem RRakala.

## Nagrody i nominacje

### APRA Award
- 2009: Breakthrough Songwriter Award

## Albumy solowe
- Gurrumul
- Rrakala